# Strzelectwo na Letnich Igrzyskach Olimpijskich 2020 – trap (mężczyźni)
Trap mężczyzn - konkurencja rozegrana w dniach 28 – 29 lipca 2021 r. Zawody odbyły się w Asaka Shooting Range. Wystartowało 29 zawodników z 23 krajów.

## Terminarz
Wszystkie godziny podane są w czasie tokijskim (UTC+09:00).
| Data          | Godzina rozpoczęcia |              |
| ------------- | ------------------- | ------------ |
| 28 lipca 2021 | 09:25               | Kwalifikacje |
| 29 lipca 2021 | 09:50               | Kwalifikacje |
| 29 lipca 2021 | 15:30               | Finał        |

## Wyniki

### Kwalifikacje
| Pozycja | Zawodnik              | Kraj                        | Serie | Serie | Serie | Serie | Serie | Wynik  | Uwagi |
| Pozycja | Zawodnik              | Kraj                        | 1     | 2     | 3     | 4     | 5     | Wynik  | Uwagi |
| ------- | --------------------- | --------------------------- | ----- | ----- | ----- | ----- | ----- | ------ | ----- |
| 1.      | Jiří Lipták           | Czechy                      | 25    | 24    | 25    | 25    | 25    | 124    |       |
| 2.      | Matthew Coward-Holley | Wielka Brytania             | 24    | 24    | 25    | 25    | 25    | 123+21 |       |
| 3.      | Abdulrahman Al-Faihan | Kuwejt                      | 24    | 25    | 25    | 24    | 25    | 123+20 |       |
| 4.      | David Kostelecký      | Czechy                      | 25    | 24    | 24    | 25    | 25    | 123+5  |       |
| 5.      | Yu Haicheng           | Chiny                       | 24    | 24    | 25    | 25    | 25    | 123+2  |       |
| 6.      | Jorge Orozco          | Meksyk                      | 25    | 24    | 23    | 25    | 25    | 122+17 |       |
| 7.      | Talal Al-Rashidi      | Kuwejt                      | 24    | 24    | 24    | 25    | 25    | 122+16 |       |
| 8.      | Aleksiej Alipow       | Rosyjski Komitet Olimpijski | 25    | 25    | 23    | 24    | 25    | 122+10 |       |
| 9.      | Alberto Fernández     | Hiszpania                   | 23    | 25    | 25    | 24    | 25    | 122+6  |       |
| 10.     | Mauro De Filippis     | Włochy                      | 25    | 24    | 25    | 23    | 25    | 122+1  |       |
| 11.     | Erik Varga            | Słowacja                    | 24    | 25    | 24    | 25    | 24    | 122+1  |       |
| 12.     | Brian Burrows         | Stany Zjednoczone           | 25    | 24    | 23    | 24    | 25    | 121    |       |
| 13.     | Mohammed Al-Rumaihi   | Katar                       | 23    | 25    | 24    | 25    | 24    | 121    |       |
| 14.     | Yang Kun-pi           | Chińskie Tajpej             | 25    | 24    | 23    | 25    | 24    | 121    |       |
| 15.     | Andreas Löw           | Niemcy                      | 24    | 24    | 25    | 24    | 24    | 121    |       |
| 16.     | Abdel-Aziz Mehelba    | Egipt                       | 24    | 24    | 25    | 25    | 23    | 121    |       |
| 17.     | Savate Sresthaporn    | Tajlandia                   | 24    | 25    | 25    | 24    | 23    | 121    |       |
| 18.     | Gian Marco Berti      | San Marino                  | 25    | 25    | 24    | 24    | 23    | 121    |       |
| 19.     | Ahmed Zaher           | Egipt                       | 22    | 24    | 25    | 25    | 24    | 120    |       |
| 20.     | João Azevedo          | Portugalia                  | 23    | 25    | 24    | 25    | 23    | 120    |       |
| 21.     | James Willett         | Australia                   | 23    | 25    | 24    | 25    | 23    | 120    |       |
| 22.     | Josip Glasnović       | Chorwacja                   | 24    | 24    | 25    | 24    | 23    | 120    |       |
| 23.     | Aaron Heading         | Wielka Brytania             | 23    | 22    | 24    | 25    | 25    | 119    |       |
| 24.     | Derrick Mein          | Stany Zjednoczone           | 24    | 23    | 23    | 25    | 24    | 119    |       |
| 25.     | Thomas Grice          | Australia                   | 25    | 22    | 24    | 25    | 23    | 119    |       |
| 26.     | Derek Burnett         | Irlandia                    | 22    | 24    | 24    | 24    | 24    | 118    |       |
| 27.     | Alessandro de Souza   | Peru                        | 24    | 22    | 25    | 23    | 24    | 118    |       |
| 28.     | Andreas Makri         | Cypr                        | 22    | 25    | 23    | 22    | 25    | 117    |       |
| 29.     | Shigetaka Oyama       | Japonia                     | 24    | 22    | 23    | 21    | 25    | 115    |       |

### Finał
| Pozycja | Zawodnik              | Kraj            | Serie | Serie | Serie | Serie | Serie | Serie | Dogrywka | Uwagi |
| Pozycja | Zawodnik              | Kraj            | 1     | 2     | 3     | 4     | 5     | 6     | Dogrywka | Uwagi |
| ------- | --------------------- | --------------- | ----- | ----- | ----- | ----- | ----- | ----- | -------- | ----- |
| złoto   | Jiří Lipták           | Czechy          | 20    | 24    | 29    | 34    | 39    | 43    | +7       |       |
| srebro  | David Kostelecký      | Czechy          | 23    | 28    | 32    | 36    | 38    | 43    | +6       |       |
| brąz    | Matthew Coward-Holley | Wielka Brytania | 21    | 25    | 29    | 33    | N/A   | N/A   | N/A      |       |
| 4.      | Jorge Orozco          | Meksyk          | 22    | 26    | 28    | N/A   | N/A   | N/A   | N/A      |       |
| 5.      | Yu Haicheng           | Chiny           | 19    | 24    | N/A   | N/A   | N/A   | N/A   | N/A      |       |
| 6.      | Abdulrahman Al-Faihan | Kuwejt          | 18    | N/A   | N/A   | N/A   | N/A   | N/A   | N/A      |       |